# میکولا هوردیچوک
میکولا هوردیچوک (انگلیسی: Mykola Hordiychuk؛ زادهٔ ۵ فوریهٔ ۱۹۸۳) ورزشکار وزنه‌برداری اهل اوکراین است.